# 李東仁
李東仁（韓語：이동인，1849年？—1881年）是朝鲜王朝末期的佛教僧人，也是较早萌发开化思想并曾密航日本的开化派先驱。
1870年代前叶，李東仁已对日本产生浓厚兴趣，与担任江華島事件翻译的本愿寺僧侣枫玄哲结为好友。花房义质公使一行前往江华岛谈判时，他都会拜访并加深与日本人的交流。1878年净土真宗大谷派在釜山开设東本願寺别院并开始传教活动后，他也频繁出入，进一步拓展了与日本的人脉，还结识了同为佛教徒的金玉均。1879年，李东仁在金玉均、朴泳孝及花房公使等人的支持下密赴日本，潜入京都后藏匿于东本愿寺。在京都学习约半年日语后前往东京，经东本愿寺僧侣寺田福寿介绍拜访福泽谕吉，此后常化名“朝野”出入福泽宅邸。他不仅接触日本政治家与民间人士，还拜访英国公使阿内斯特·萨道义寻求支援，获得了萨道义的信任。在东京，他与作为修信使访日的金弘集结为好友，并于1880年9月一同回国。经金弘集介绍结识闵妃的外甥闵泳翊，在其举荐下觐见国王高宗，力陈日本国情与开国的必要性，深受高宗宠信。1880年10月，他为促成美韩条约缔结，赴东京拜访驻日本的中国清朝公使何如璋，滞留约1个月后回国。1881年2月被任命为统理机务衙门参谋官，推动派遣名为“绅士游览团”的日本考察团，但同年3月左右被朝鲜王朝政权势力暗杀，其略带傲慢的行事风格也被认为是暗杀原因之一。

## 相关文艺作品
- 金淳哲（1982年，KBS1《风云》）
- 朴京順（1982年，MBC《徐載弼》）
- 李度鍊（1990年，MBC《大院君》）
- 金甲洙（1995年，KBS1《燦爛的黎明》）